# Coney Island – Stillwell Avenue
Coney Island – Stillwell Avenue – stacja metra nowojorskiego, na linii D, F, N i Q. Znajduje się w dzielnicy Brooklyn, w Nowym Jorku i zlokalizowana jest pomiędzy stacjami West Eighth Street – New York Aquarium, Bay 50th Street i 86th Street. Została otwarta w 19 maja 1919.